# Морна (крепость)
Крепость Морна́ (фр. Forteresse de Mornas) — средневековая крепость над одноименной деревней во французском департаменте Воклюз.

## Античность

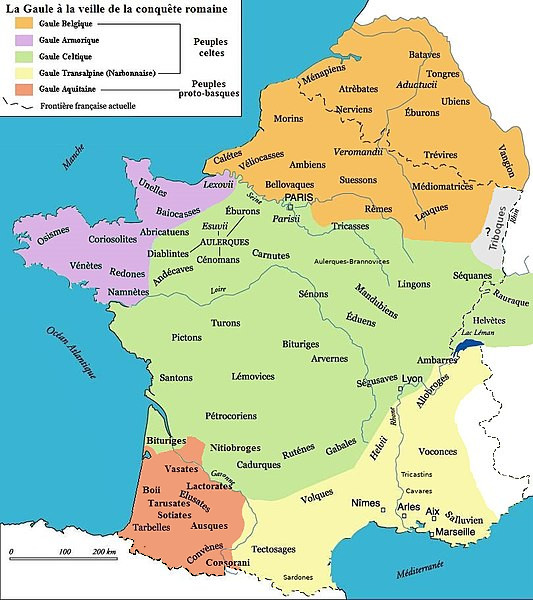
Карта кельтских племен Галлии.

История скалы Морна неразрывно связана с Роной, служившей границей галльских земель . Скала использовалась для наблюдения за рекой, навигация по которой позволяла избежать более опасных путей.

## Средние века
Крепость впервые упоминается в IX веке как Rupea Morenata, и была собственностью аббатства Аньян , архиепископа арльского и графов тулузских. Поселение у холма росло, крепость (castrum) укреплялась, являясь наследницей римского городища (oppidum romanum). Первые укрепления, возможно, были построены из дерева.
Из-за своего важного стратегического положения крепость долгое время была предметом споров между графов тулузских и архиепископов Арльских. В 1209 году, после Крестового похода против альбигойцев, граф Раймунд VI, обвиненный в симпатиях к еретикам, был вынужден оставить многие свои укрепления, включая Морна, католической церкви.

## Наше время
Реставрация крепости, продолжающаяси и в наши дни, была начата в 1977 году под эгидой ассоциации «Друзья Морна». Развалинам крепости был присвоен статус исторического памятника Франции 20 мая 1927 года.

## Описание
Крепость находится на вершине скалистого утеса на левом берегу реки, образует порог в долине Роны, образуя удобный естественный пункт наблюдения.
Крепость имеет трапециевидную форму, длинная сторона которой обращена на запад и Рону. Различные части с трудом поддаются датировке из-за достаточно однородного стиля построек. Северную часть утеса занимает собственно крепость. Вход защищен барбаканом, затем шиканой, построенными в XIV веке, и дополнен казематом XV века.

### Место

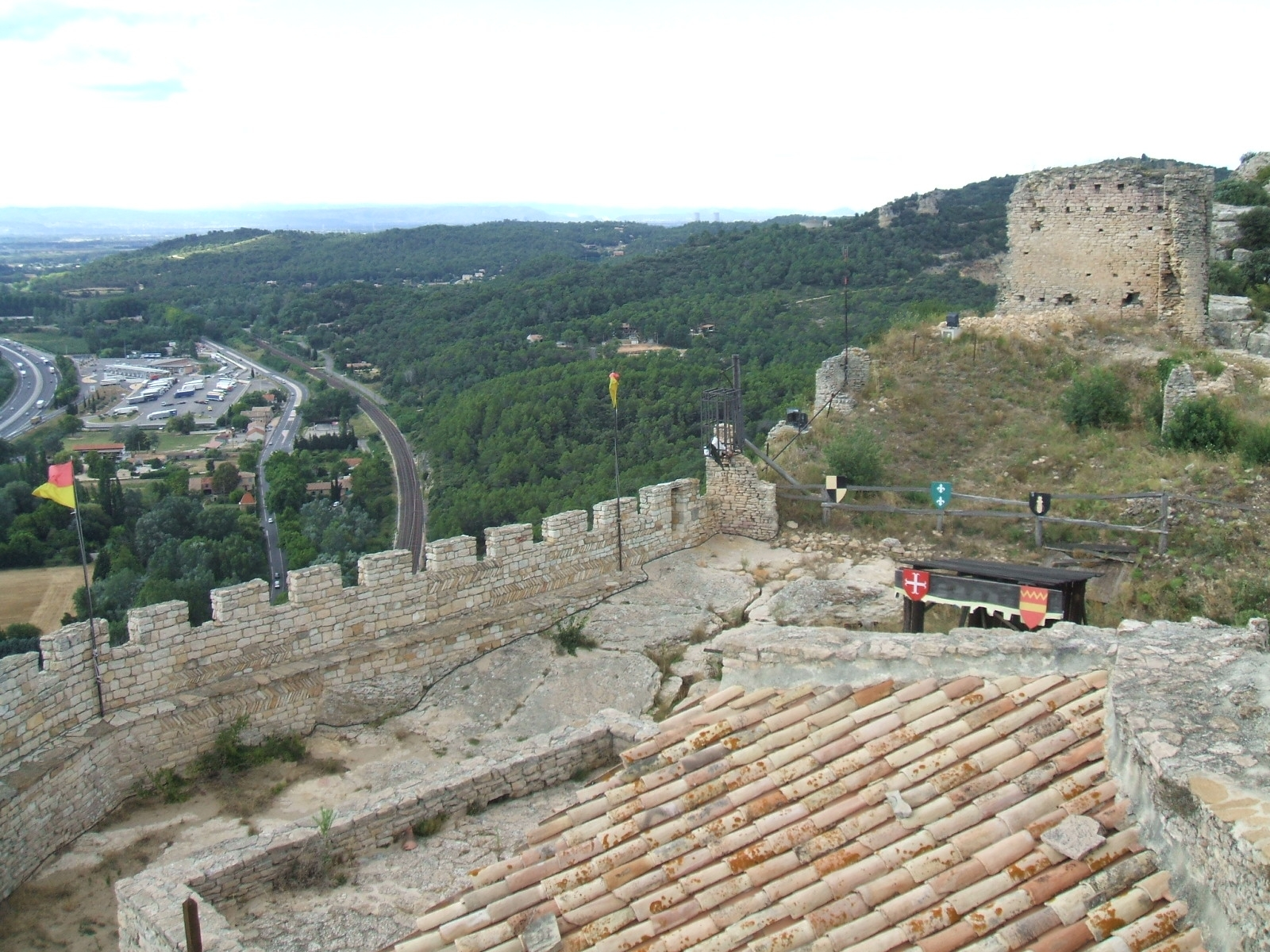
Вид с юга
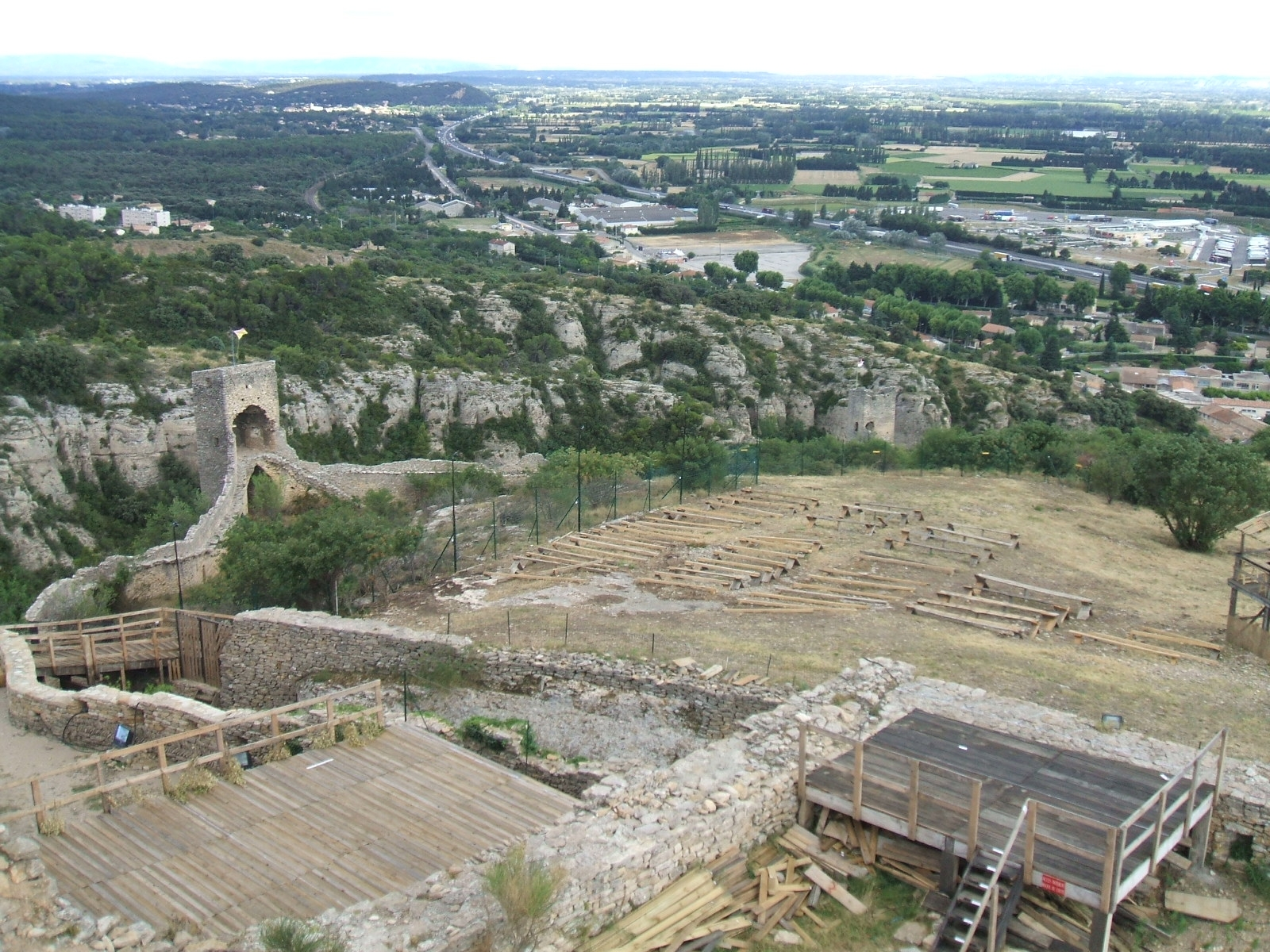
Вид с севера

### Постройки

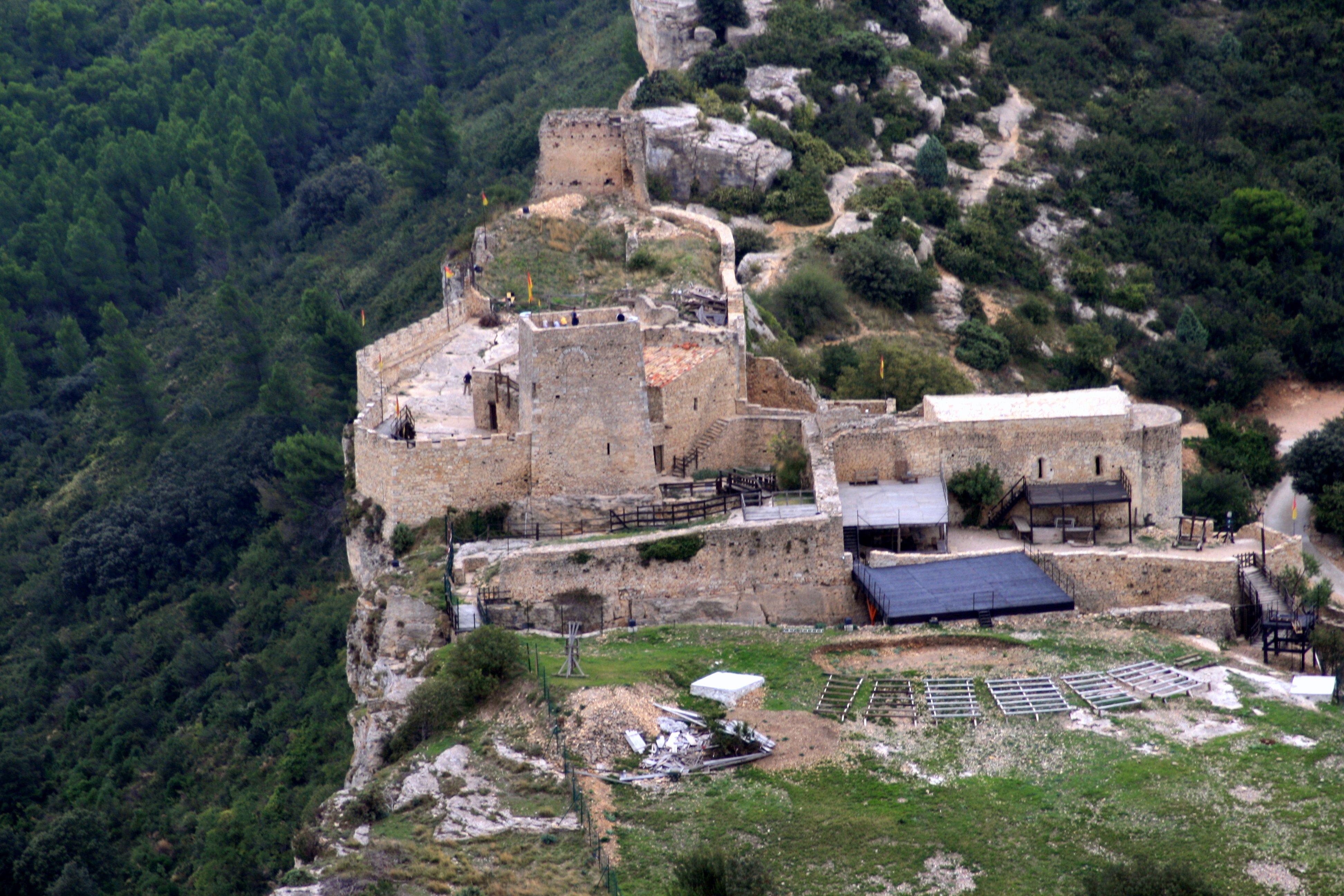
Вид с воздуха 1
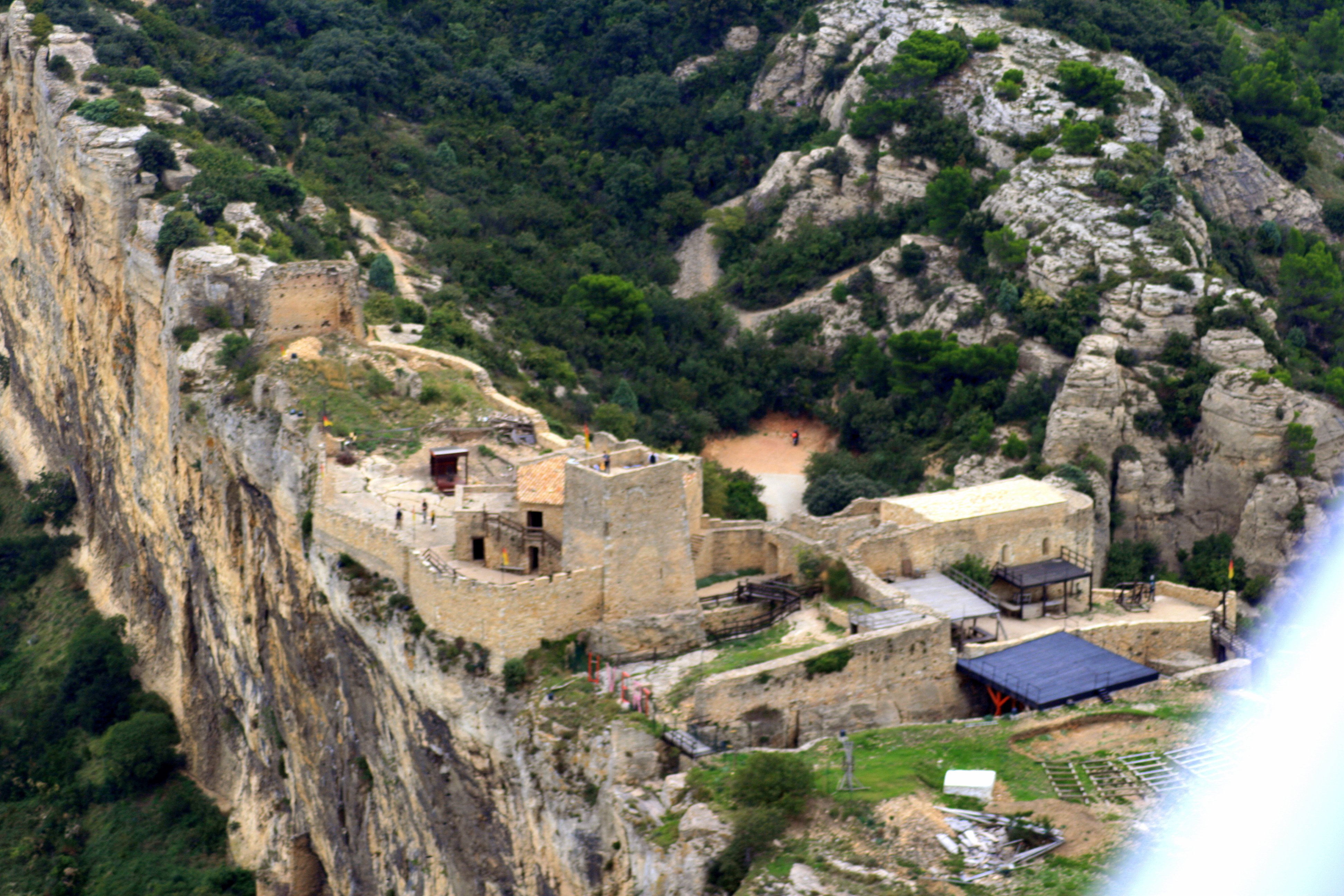
Вид с воздуха 2
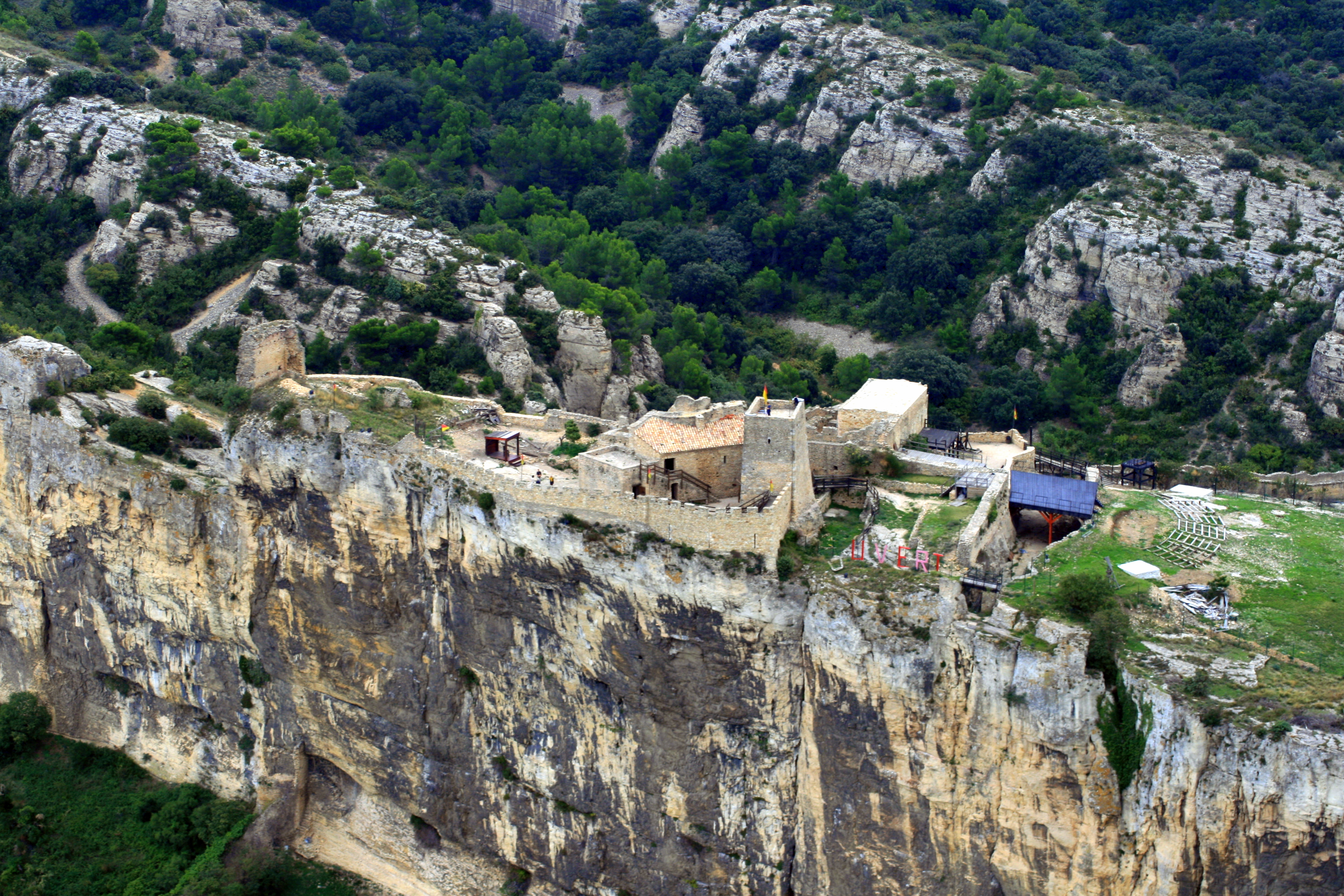
Вид с воздуха 3
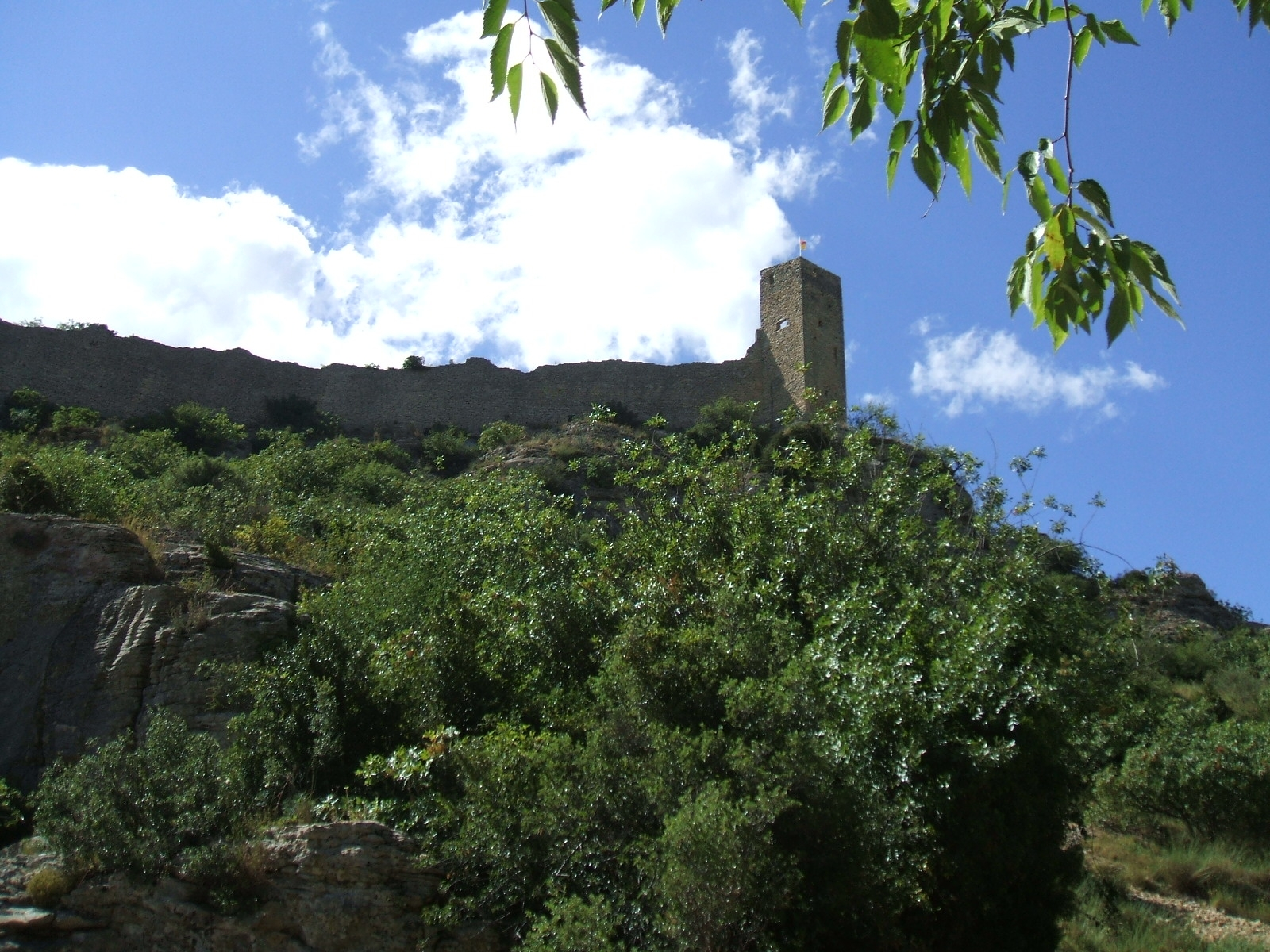
Юго-восточная башня
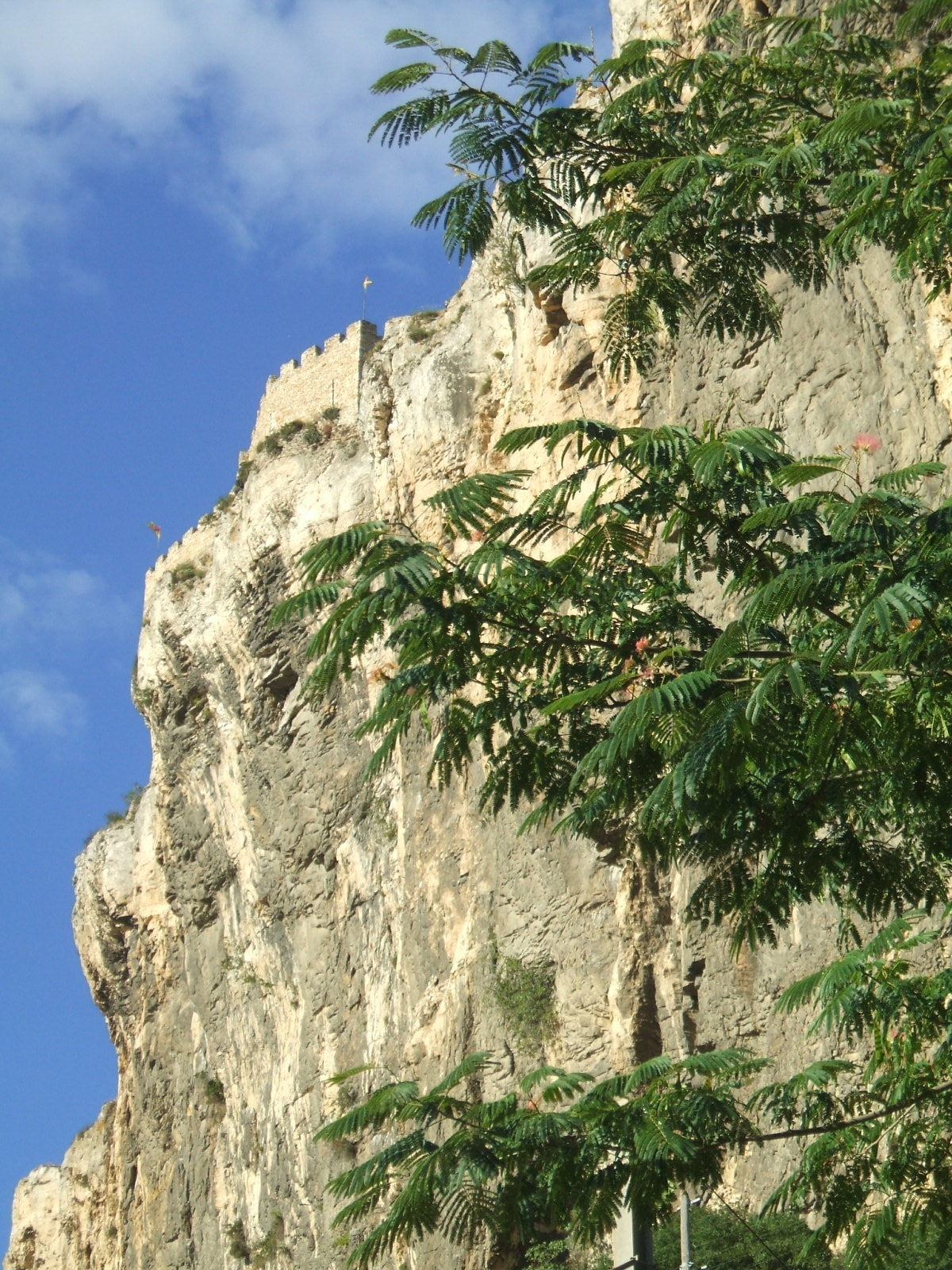
Вид на скалистый утёс с крепостью с главной улицы селения Морна